# Китсап (полуостров)
Китсап (англ. Kitsap Peninsula) — полуостров в штате Вашингтон.

## История
Название полуостров получил в честь вождя суквомишей, индейского племени, проживавшего в этой местности. Индейцы называли полуостров Великим.

## География
Протяжённость Китсапа с севера на юг — почти 90 км, с запада на восток — около 40. Высшая точка — Голд-Маунтин (537 м), низшая — уровень Мирового океана.
От крупнейших городов штата Такомы и Сиэтла, а также острова Вашон, полуостров отделён водами залива Пьюджет-Саунд, от полуострова Олимпик — фьордом Худ-Канал.
Одноимённый округ практически полностью расположен на полуострове (кроме островов Бейнбридж и Блейк). Часть территории относится к округам Мейсон и Пирс.

## Население
Крупнейшие города — Бремертон, Порт-Орчард, Полсбо.
На полуострове расположены военно-морская верфь ВМФ США Puget Sound Naval Shipyard и военно-морская база Китсап
Со стороны Такомы через Пьюджет-Саунд построен висячий мост Такома-Нэрроуз. С полуостровом Олимпик Китсап связывает мост Худ-Канал-Бридж. С Сиэтлом полуостров Китсап, острова Бейнбридж и Вашон связаны системой паромов компании Washington State Ferries. Через южный перешеек проложена трасса WA-106.

## Галерея

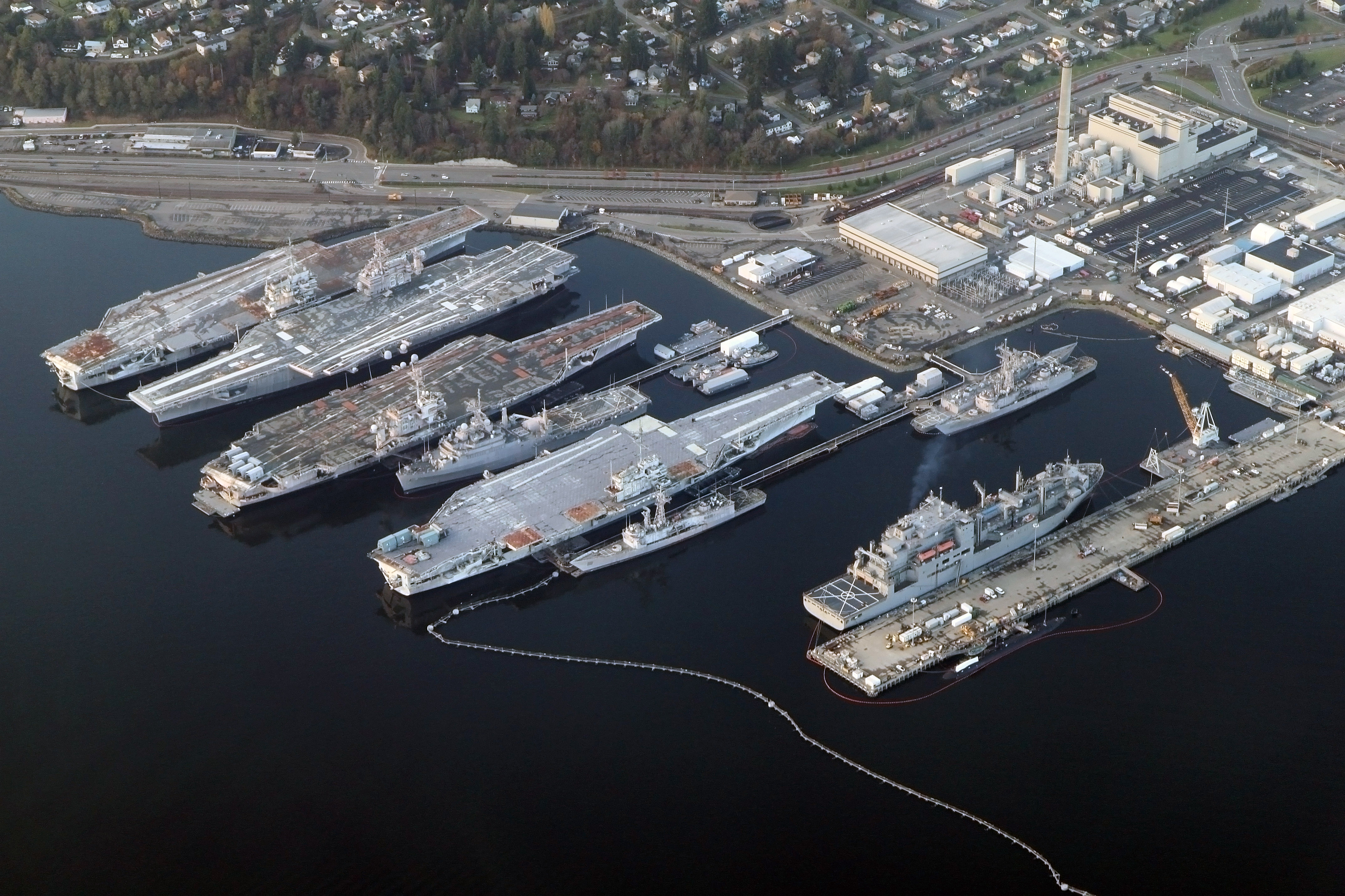
Puget Sound Naval Shipyard
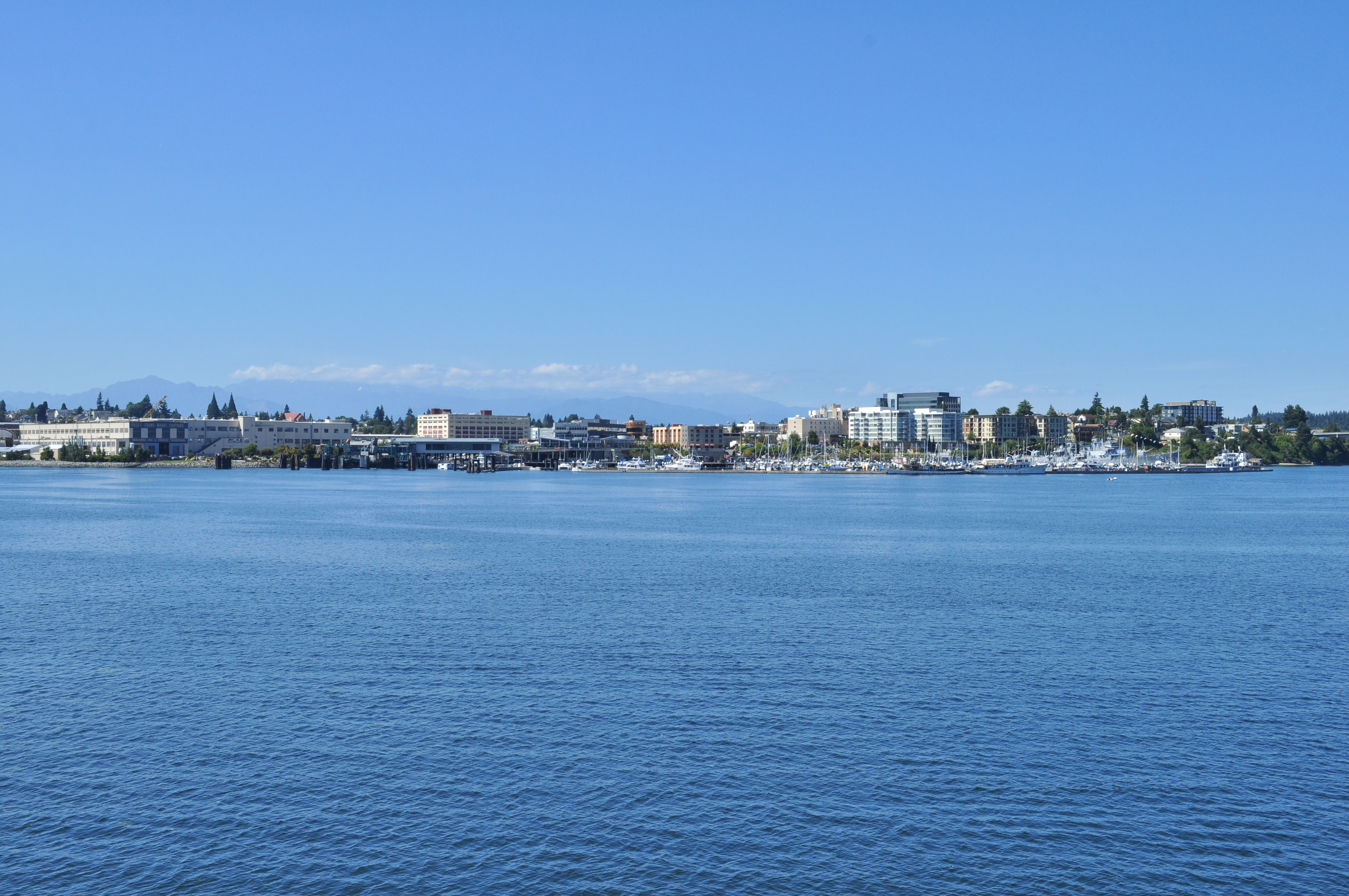
Бремертон, крупнейший город Китсапа
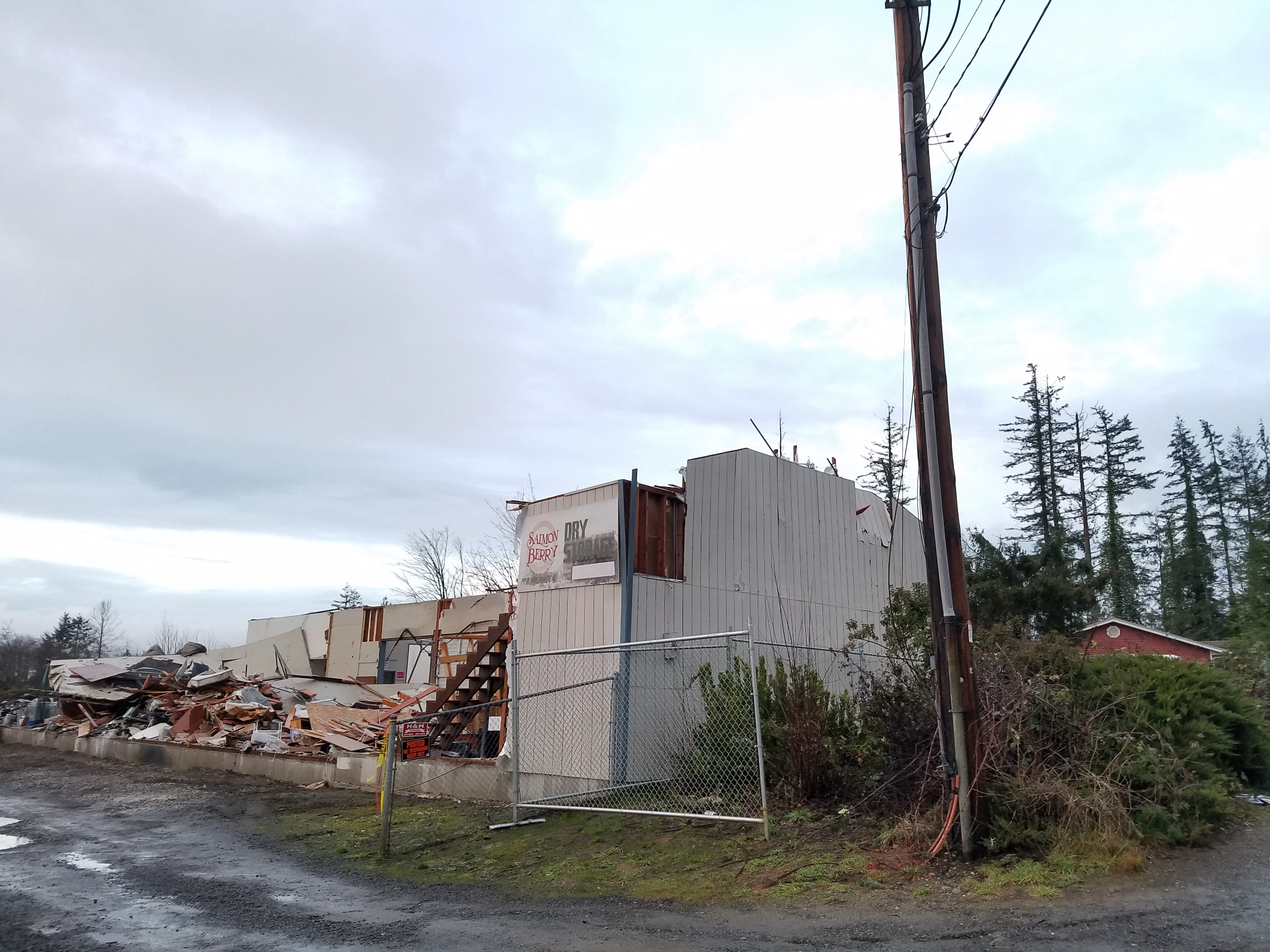
После торнадо 2018 года
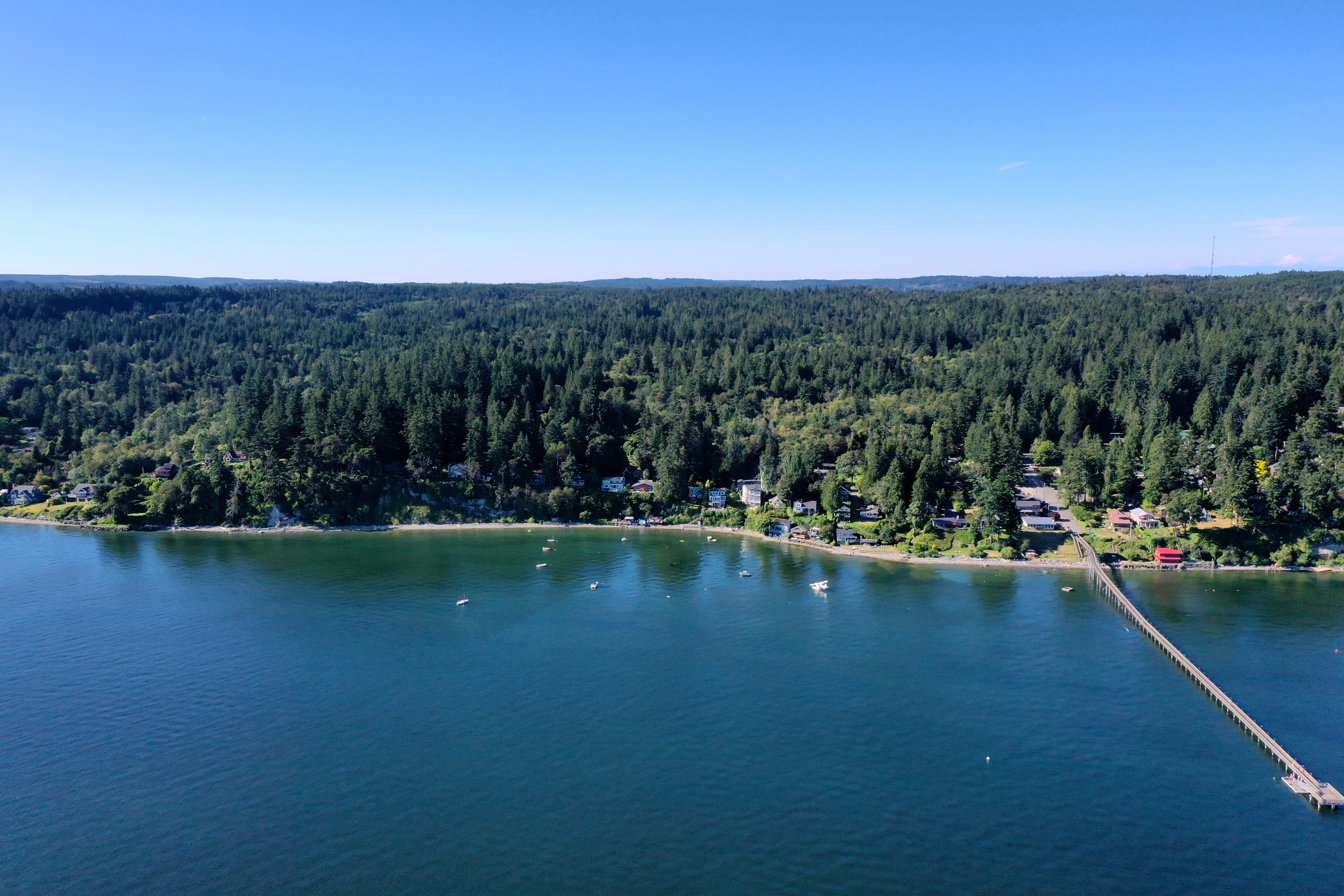
Пейзаж полуострова со стороны Индианолы